# Jadwiga Marko-Książek
  Jadwiga Marko-Książek    (Zelva, 6 d'abril de 1939 - Gdańsk, 30 de gener de 2019) va ser una jugadora de voleibol polonesa que va competir durant la dècada de 1950 i 1960.
El 1964 va prendre part en els Jocs Olímpics de Tòquio, on guanyà la medalla de bronze en la competició de voleibol. Quatre anys més tard, als Jocs de Ciutat de Mèxic revalidà la medalla de bronze en la competició de voleibol.
En el seu palmarès també destaquen una medalla de bronze al Campionat del Món de voleibol, el 1962 i una de plata al Campionat d'Europa de 1963.
Entre 1959 i 1969 jugà 144 partits amb la seva selecció. A nivell de clubs jugà al Gedania Gdańsk i al AZS-AWF Warszaw.